# Olof Dreijer
Björn Olof Dreijer, född 27 november 1981 i Råda församling, är en svensk musiker och discjockey. 
Dreijer var 1999–2014 medlem i electropopduon The Knife som han startade vid 17 års ålder tillsammans med sitt syskon Karin Dreijer. Som The Knife utgav syskonen Dreijer fem album, och gjorde soundtracket till den svenska filmen Hannah med H (2003). De två har bidragit med låttexter till Robyns album Robyn som släpptes 2005. Olof Dreijer har också varit aktiv som producent åt bland andra Max Peezay.
Han spelade altsax i göteborgsbandet Dapony Bros som senare gjorde hyllningslåten "Har du glömt Dreijer".
I slutet av 2009 och början på 2010 utgav han fyra EP under pseudonymen Oni Ayhun.

## Utmärkelser
- 2004 – P3 Guld, Årets grupp[2]
- 2007 – P3 Guld, Årets dans[3]
- 2007 – P3 Guld, Årets grupp[3]

## Diskografi
För diskografi, se The Knife.